# Alb-Donau-Kreis
Alb-Donau-Kreis este un district rural (în germană: Landkreis) din landul Baden-Württemberg, Germania. Districtele învecinate sunt Biberach, Reutlingen, Göppingen, Heidenheim din Baden-Württemberg și districtele bavareze Günzburg și Neu-Ulm, precum și cu orașul Ulm. Este situat în regiunea administrativă Tübingen, iar capitala sa e Ulm.